# Новомишастовська
 Новомишастовська — станиця в Красноармійському районі Краснодарського краю. Центр Новомишастовського сільського поселення.
Населення — 9,8 тис. мешканців (2002).
Станиця лежить за 34 км на південний схід від районного центру — станиці Полтавська, за 35 км північно-західніше Краснодару.
Птахофабрика.
Новомишастовський курінь заснований у 1823 році козаками Мишастовського куреня.